# Marianum
El Marianum es tanto el nombre de una Universidad Pontificia para el estudio de la Mariología como el nombre de una prestigiosa revista de teología mariana. El instituto y la revista comparten el nombre porque la fundación de ambos se basó en el trabajo de Padre Gabriel Roschini.
El nombre Marianum puede rastrearse hasta el Papa Bonifacio IX, quien en 1398 concedió los Siervos de María el derecho de impartir educación teológica reconocida. Esta universidad se cerró en 1870 debido a la victoria del victorioso gobierno italiano,  debido a su toma de posesión sobre los Estados Pontificios, Roma, y muchas instituciones pontificias. Abró de nuevo bajo el nombre Sant' Alessio Falconieri en 1895.
En 1939 el padre Roschini fundó la revista Marianum y fue su director durante treinta años. En 1950, también fundó la Facultad de Teología Marianum, la cual, el 8 de diciembre de 1955 pasó a ser una facultad pontificia por el decreto Coelesti Honorandae Reginae de la Sagrada Congregación de Seminarios y Universidades, bajo la autoridad de Papa Pius XII. El padre Roschini sirvió como el rector, y desde 1971 el instituto pontificio ha estado abierto a los laicos.
La facultad de teología Marianum es hoy día una institución académica para el estudio de Mariología bien conocida. El Marianum ofrece tanto el grado de máster en mariología  y un doctorado en mariología. Tiene una biblioteca con más de 85,000 volúmenes en mariología y un número de revistas sobre teología y mariología.

## Alumnos notables
- Ngô Đình Lệ Quyên - sirvió como Comisario de Inmigración para la ciudad de Roma.